# Tommy Henriksen (chitarrista)
Tommy Henriksen (Port Jefferson Station, 21 febbraio 1964) è un chitarrista statunitense celebre per la sua presenza nella band di Alice Cooper. Ha anche collaborato con artiste quali Lady Gaga e Kesha.

## Biografia
Henriksen ha iniziato la sua carriera sulla scena newyorkese con la band Ruffkut che comprendeva anche suo fratello Gene alla batteria. Dopo aver suonato inizialmente per lo più cover, il gruppo iniziò a scrivere il proprio materiale e pubblicò il mini-LP Fight for the Right nel 1984. Nel 1986, Henriksen si unì alla band metal tedesca Warlock, partecipando al loro album del 1987 Triumph and Agony, che divenne disco d'oro in Germania; i video dei singoli "All We Are" e "Für immer" erano in rotazione regolare nel programma heavy metal di MTV Headbangers' Ball.
Dopo un breve periodo con la sfortunata band di C.C. DeVille, i Needle Park, si unì alla band War & Peace dell'ex bassista dei Dokken, Jeff Pilson, apparendo nell'album di debutto della band del 1993 dal titolo di Time Capsule, insieme al chitarrista Russ Parrish degli Steel Panther e al futuro batterista degli Enuff Z'nuff, Ricky Parent.
Nel marzo 2011, mentre era produttore associato, chitarrista, bassista, programmatore, mixer e ingegnere del suono del nuovo album di Alice Cooper Welcome to My Nightmare, a Henriksen è stato chiesto da Alice di unirsi alla sua band alla chitarra. Henriksen è apparso nel video di "Heaven in This Hell" di Orianthi Panagiaris, anch'egli nella band di Cooper.
Nel 2014, Henriksen ha pubblicato l'album solista Tommy! Tommy!! Tommy!!, per l'etichetta Blue Martin/K-tel in Svizzera, Germania e Austria.

## Discografia

### Solista
- 1999 - Tommy Henriksen
- 2000 - Selected Song for a New Beginning
- 2011 - Bluto Nero
- 2014 - Tommy! Tommy!! Tommy!!!
- 2017 - Starstrucks

### Con Alice Cooper
- 2011 – Welcome 2 My Nightmare
- 2017 - Paranormal
- 2021 - Detroit Stories
- 2023 - Road

### Con gli Hollywood Vampires
- 2015 – Hollywood Vampires
- 2019 – Rise
- 2023 – Live In Rio

### Con i Warlock
- 1986 – True as Steel
- 1987 – Triumph and Agony

### Guest Appearence
- 1984 - Ruffkut – Fight for the Right
- 1989 - Doro – Force Majeure
- 1993 - War & Peace – Time Capsule
- 1993 - George Lynch – Sacred Groove
- 1995 - P.O.L. – s/t
- 1996 - P.O.L. – Sprockett
- 2002 - Underground Moon – s/t
- 2003 - Boink! – Walk of Fame EP
- 2024 - Crossbone Skully - Evil World Machine